# الرابطة البرلمانية 1976–77
الرابطة البرلمانية 1976–77 (بالإنجليزية: 1976–77 Isthmian League)‏ هو موسم من دوري إسثميان، وهو دوري للأندية شبه المحترفة في إنجلترا،  فاز فيه نادي إِنفيلد ‏.